# مرد جاذب
مرد جاذب (به انگلیسی: Absorbent Man) یک شخصیت تخیلی در کتاب‌های کامیک مارول کامیکس می‌باشد. این کاراکتر به وسیلهٔ استن لی و جک کربی خلق شده و در سفر به اسرار شمارهٔ ۱۱۵ام (مارس ۱۹۶۵) برای اولین بار معرفی شد.
از این شخصیت در چندین محصول مارول از جمله پویانمایی، بازی رایانه‌ای و آرکید، سریال تلویزیونی، اسباب بازی و کارت بازی استفاده شده‌است.